# Louis Kébreau
Louis Nerval Kébreau (ur. 8 listopada 1938 w Jérémie) – haitański duchowny rzymskokatolicki, w latach 2008-2014 arcybiskup Cap-Haïtien, salezjanin.

## Życiorys
16 sierpnia 1963 wstąpił do zakonu salezjanów, zaś 14 sierpnia 1969 złożył w nim profesję wieczystą. Święcenia kapłańskie przyjął 11 maja 1974. Po święceniach został wychowawcą w niższym seminarium zakonnym w Pétion Ville, zaś w 1977 został przełożonym tamtejszej wspólnoty zakonnej. W 1981 objął funkcję delegata antylskiej inspektorii dla Haiti.
25 listopada 1986 został prekonizowany biskupem pomocniczym Port-au-Prince ze stolicą tytularną Selendeta. Sakrę biskupią otrzymał 25 stycznia 1987. 30 czerwca 1998 został mianowany biskupem Hinche, a 1 marca 2008 arcybiskupem Cap-Haïtien.
W latach 2005–2011 pełnił funkcję przewodniczącego haitańskiej Konferencji Episkopatu.
15 listopada 2014 zrezygnował z urzędu.